# Мировые рекорды в плавании, установленные Майклом Фелпсом
В данной статье представлен полный список мировых рекордов по плаванию, установленных американцем Майклом Фелпсом.
На данный момент Фелпс является обладателем 4 мировых рекордов (50-метровый бассейн/«длинная вода»):  эстафета 4×100 м вольным стилем, эстафета 4×200 м вольным стилем, комбинированная эстафета 4×100 м; 25-метровый бассейн/«короткая вода»: эстафета 4×100 м вольным стилем). Всего Фелпс установил 37 мировых рекордов на «длинной воде» (29 индивидуальных и 8 в эстафете) и превзошёл высшее достижение Марка Спитца, который установил за карьеру 33 мировых рекорда (26 индивидуальных и 7 в эстафете). Ещё 2 мировых рекорда в эстафете на счету Майкла в 25-метровом бассейне. 24 из своих 37 рекордов в 50-метровом бассейне Фелпс установил на трёх дистанциях: 200 м баттерфляем (8 рекордов), 200 м (8 рекордов) и 400 м (8 рекордов) комплексным плаванием. Мировым рекордом на дистанции 200 м баттерфляем владел непрерывно более 12 лет, но в 2019 на чемпионате мира Кристоф Милак установил новый мировой рекорд и прервал серию Фелпса. На дистанции 400 м комплексом —   15 лет до 2023. Все свои рекорды установил с 2001 по 2009 год.

## Стили и количество рекордов

#### На длинной воде
- 100 м баттерфляй (3 рекорда)
- 200 м баттерфляй (8)
- 200 м комплекс (8)
- 200 м вольный стиль (2)
- 400 м комплекс (8)
- 4×100 м комбинированная эстафета (3)
- 4×100 м эстафета, вольный стиль (2)
- 4×200 м эстафета, вольный стиль (3)
- 100 м наспине (1)
- 200 м наспине (1)

#### На короткой воде
- 4×100 м эстафета, вольный стиль (1 рекорд)
- 4×100 м комбинированная эстафета (1)

## Список рекордов
Ниже приведен список всех мировых рекордов, установленных Майклом Фелпсом. Последний мировой рекорд в личном зачёте был побит 23 июля 2023 года 21-летним французом Леоном Маршаном на чемпионате мира по водным видам спорта в японской Фукуоке.. Жирным шрифтом отмечены действующие рекорды.
| №   | Дистанция | Стиль                                       | Время   | Место                                 | Дата            | Прим.  |
| --- | --------- | ------------------------------------------- | ------- | ------------------------------------- | --------------- | ------ |
| 0   | !а        | !a                                          | !a      | !a                                    | !a              | !a     |
| 1   | 200 м     | Баттерфляй                                  | 1.54,92 | Остин, Техас, США                     | 30 марта 2001   | [ 2 ]  |
| 2   | 200 м     | Баттерфляй (2)                              | 1.54,58 | Фукуока, Япония                       | 24 июля 2001    | [ 2 ]  |
| 3   | 400 м     | Комплекс                                    | 4.11,09 | Форт-Лодердейл, Флорида, США          | 15 августа 2002 | [ 3 ]  |
| 4   | 4×100 м   | Комбинированная эстафета[a]                 | 3.33,48 | Йокогама, Япония                      | 29 августа 2002 | [ 4 ]  |
| 5   | 400 м     | Комплекс (2)                                | 4.10,73 | Индианаполис, Индиана, США            | 6 апреля 2003   | [ 5 ]  |
| 6   | 200 м     | Комплекс                                    | 1.57,94 | Санта Клара, Калифорния, США          | 29 июня 2003    | [ 6 ]  |
| 7   | 200 м     | Баттерфляй (3)                              | 1.53,93 | Барселона, Испания                    | 22 июля 2003    | [ 7 ]  |
| 8   | 200 м     | Комплекс (2)                                | 1.57,52 | Барселона, Испания                    | 24 июля 2003    | [ 7 ]  |
| 9   | 100 м     | Баттерфляй                                  | 51,47   | Барселона, Испания                    | 25 июля 2003    | [ 7 ]  |
| 10  | 200 м     | Комплекс (3)                                | 1.56,04 | Барселона, Испания                    | 25 июля 2003    | [ 7 ]  |
| 11  | 400 м     | Комплекс (3)                                | 4.09,09 | Барселона, Испания                    | 27 июля 2003    | [ 7 ]  |
| 12  | 200 м     | Комплекс (4)                                | 1.55,94 | Колледж Парк, Мэриленд, США           | 9 августа 2003  | [ 8 ]  |
| 13  | 400 м     | Комплекс (4)                                | 4.08,41 | Лонг Бич, Калифорния, США             | 7 июля 2004     | [ 9 ]  |
| 14  | 400 м     | Комплекс (5)                                | 4.08,26 | Афины, Греция                         | 14 августа 2004 | [ 10 ] |
| 15  | 200 м     | Баттерфляй (4)                              | 1.53,80 | Виктория, Британская Колумбия, Канада | 17 августа 2006 | [ 11 ] |
| 16  | 4×100 м   | Эстафета, вольный стиль[b]                  | 3.12,46 | Виктория, Британская Колумбия, Канада | 19 августа 2006 | [ 11 ] |
| 17  | 200 м     | Комплекс (5)                                | 1.55,84 | Виктория, Британская Колумбия, Канада | 20 августа 2006 | [ 11 ] |
| 18  | 200 м     | Баттерфляй (5)                              | 1.53,71 | Колумбия, Миссури, США                | 17 февраля 2007 | [ 12 ] |
| 19  | 200 м     | Вольный стиль                               | 1.43,86 | Мельбурн, Виктория, Австралия         | 27 марта 2007   | [ 13 ] |
| 20  | 200 м     | Баттерфляй (6)                              | 1.52,09 | Мельбурн, Виктория, Австралия         | 28 марта 2007   | [ 13 ] |
| 21  | 200 м     | Комплекс (6)                                | 1.54,98 | Мельбурн, Виктория, Австралия         | 29 марта 2007   | [ 13 ] |
| 22  | 4×200 м   | Эстафета, вольный стиль[c]                  | 7.03,24 | Мельбурн, Виктория, Австралия         | 30 марта 2007   | [ 13 ] |
| 23  | 400 м     | Комплекс (6)                                | 4.06,22 | Мельбурн, Виктория, Австралия         | 1 апреля 2007   | [ 13 ] |
| 24  | 400 м     | Комплекс (7)                                | 4.05,25 | Омаха, Небраска, США                  | 29 июня 2008    | [ 14 ] |
| 25  | 200 м     | Комплекс (7)                                | 1.54,80 | Омаха, Небраска, США                  | 4 июля 2008     | [ 14 ] |
| 26  | 400 м     | Комплекс (8)                                | 4.03,84 | Пекин, Китай                          | 10 августа 2008 | [ 15 ] |
| 27  | 4×100 м   | Эстафета, вольный стиль (2)[d]              | 3.08,24 | Пекин, Китай                          | 11 августа 2008 | [ 15 ] |
| 28  | 200 м     | Вольный стиль (2)                           | 1.42,96 | Пекин, Китай                          | 12 августа 2008 | [ 16 ] |
| 29  | 200 м     | Баттерфляй (7)                              | 1.52,03 | Пекин, Китай                          | 13 августа 2008 | [ 17 ] |
| 30  | 4×200 м   | Эстафета, вольный стиль (2)[e]              | 6.58,56 | Пекин, Китай                          | 13 августа 2008 | [ 18 ] |
| 31  | 200 м     | Комплекс (8)                                | 1.54,23 | Пекин, Китай                          | 15 августа 2008 | [ 19 ] |
| 32  | 4×100 м   | Комбинированная эстафета (2)[a]             | 3.29,34 | Пекин, Китай                          | 17 августа 2008 | [ 20 ] |
| 33  | 100 м     | Баттерфляй (2)                              | 50,22   | Индианаполис, Индиана, США            | 9 июля 2009     | [ 21 ] |
| 34  | 200 м     | Баттерфляй (8)                              | 1.51,51 | Рим, Италия                           | 29 июля 2009    | [ 22 ] |
| 35  | 4×200 м   | Эстафета, вольный стиль (3)[f]              | 6.58,55 | Рим, Италия                           | 31 июля 2009    | [ 22 ] |
| 36  | 100 м     | Баттерфляй (3)                              | 49,82   | Рим, Италия                           | 1 августа 2009  | [ 22 ] |
| 37  | 4×100 м   | Комбинированная эстафета (3)[g]             | 3.27,28 | Рим, Италия                           | 2 августа 2009  | [ 22 ] |
| 38  | 4×100 м   | Комбинированная эстафета (короткая вода)[h] | 3.20,71 | Манчестер, Великобритания             | 18 декабря 2009 | [ 23 ] |
| 39  | 4×100 м   | Эстафета, вольный стиль (короткая вода)[i]  | 3.03,30 | Манчестер, Великобритания             | 19 декабря 2009 | [ 24 ] |
| 999 | ~z        | ЯЯЯ                                         | ~z      | ЯЯЯ                                   | ~z              | ~z     |

a  c Ароном Пирсолом, Бренданом Хансеном и Джейсоном Лезаком
b  с Нилом Уокером, Калленом Джонсом и Джейсоном Лезаком
c  с Райаном Лохте, Клитом Келлером и Питером Вандеркайем
d  с Гарретом Вебер-Гейлом, Калленом Джонсом и Джейсоном Лезаком
e  с Райаном Лохте, Рики Беренсом и Питером Вандеркайем
f  с Райаном Лохте, Рики Беренсом и Дэвидом Уолтерсом
g  с Ароном Пирсолом, Эриком Шанто и Дэвидом Уолтерсом
h  с Ником Томаном, Марком Гэнглоффом и Натаном Эйдрианом
i  с Натаном Эйдрианом, Мэттом Грэверсом и Гарретом Вебер-Гейлом